# 120P/Mueller
120P/Mueller è una cometa periodica appartenente alla famiglia delle comete gioviane scoperta il 18 ottobre 1987 dall'astronoma statunitense Jean Mueller, la sua riscoperta il 30 luglio 1995 ha permesso di numerarla. 

## Caratteristiche orbitali
Caratteristica di questa cometa è la relativamente piccola MOID col pianeta Giove, di sole 0,2599 UA, il 24 dicembre 1957, quindi prima della sua scoperta i due corpi sono passati a sole 0,2674 UA: questi passaggi ravvicinati determineranno in futuro cambiamenti, anche notevoli, dell'orbita della cometa.